# علم الوراثة البشري
عِلْمُ الوِرَاثَةِ البَشَرِيُّ هو دراسة الوراثة وكيفية حدوثها عند البشر. يشتمل علم الوراثة البشري على مجموعة متنوعة من المجالات المتداخلة، على سبيل المثال: علم الوراثة الكلاسيكي، وعلم الوراثة الخلوية، وعلم الوراثة الجزيئي، وعلم الأحياء الجزيئي، علوم الجينوم، وعلم الوراثيات السكانية، وعلم الأحياء النمائي، وعلم الوراثة الطبية، والاستشارات الوراثية.
تُعَدُّ الجينات العامل المشترك في سمات معظم الصفات الموروثة عند الإنسان. يمكن أنْ تجيب دراسة علم الوراثة البشرية على الأسئلة المتعلقة بالطبيعة البشرية، ويمكن لها أنْ تساعد في فهم الأمراض وتطوير العلاجات الفعالة لها، وتساعدنا أيضًا على فهم دور الوراثة في حياة الإنسان.

## الاختلافات الوراثية وأنماط الوراثة
تستند وراثة السمات البشرية على نموذج غريغور مندل للوراثة. استنتج مندل اعتماد الوراثة على وحدات منفصلة من المورثات، تسمى العوامل أو الجينات.

### المورثات السائدة
ترتبط السمات الجسدية مع جين واحد على مورثة جسمية واحدة (كروموسوم غير جسمي) يطلق عليها «السائدة» وذلك لأن صبغي واحد موروث من أحد الوالدين يكون كافيًا من أجل ظهور هذه الصفة. يعني هذا غالبًا أنه يجب أن يكون لدى أحد الوالدين هذه الصفة، إلا في حال نشوئها بسبب طفرة جديدة غير محتملة. يُعد داء هنتنغتون ولا تصنع الغضروف من الأمثلة على السمات الجسدية والاضطرابات السائدة.

### المورثات المتنحية
السمات الجسدية المتنحية هي نمط من المورثات لسمات أو أمراض أو اضطرابات تنتقل عبر الأسر. ينبغي من أجل ظهور عرض إحدى السمات أو الأمراض المتنحية وجود نسختين من السمة أو الاضطراب عند كلا الوالدين. تتوضع السمة أو الجين على كروموسوم غير جنسي (جسمي). نظرًا لأن الأمر يتطلب نسختين من السمة من أجل إظهار إحدى السمات، فيمكن أن يكون العديد من الأشخاص ناقلين لمرض ما. من منظور تطوري، يمكن أن يبقى المرض أو السمة المتنحية مخفية لعدة أجيال قبل ظهور أعراض النمط. يُعد المهق والتليف الكيسي أمثلة على اضطرابات وراثية جسمية متنحية.

## الصبغيات
ويمتلك الأنسان 46 كروموسوم مرتبة على شكل 23 زوجا لكل من الأب والام

## دنا الميتوكوندريا
بالإضافة إلى الصبغيات المتواجدة على مستوى نواة الخلية، تحتوي الخلايا البشرية على حمض نووي ريبوزي منقوص الأكسجين (DNA) موجود داخل الميتوكوندريا، ويتوارث هذا الحمض عن طريق الأم فقط وليس عن طريق الوالدين مثل المعلومات الوراثية المتواجدة في الصبغيات.